# Patoruzito, la gran aventura
Série
Patoruzito
(2004)
Pour plus de détails, voir Fiche technique et Distribution.
Patoruzito, la gran aventura est un long métrage d'animation argentin de José Luis Massa sorti en 2006. Il s'agit de la suite de Patoruzito (2004).

## Synopsis
Le petit Indien Patoruzito se rend à Buenos Aires pour représenter son peuple lors d'un défilé patriotique. Il se retrouve dans une vieille demeure avec une sorcière qui prétend avoir emprisonné une fée.

## Fiche technique
- Titre : Patoruzito, la gran aventura
- Au titre : Patoruzito 2
- Réalisation : José Luis Massa
- Scénario : Axel Nacher et Omar Quiroga
- Production : Carlos Mentasti et Jorge Rodriguez
- Société de production : Patagonik Film Group, Red Lojo Entertainment et Televisión Federal
- Genre : Animation, aventure et fantastique
- Durée : 81 minutes
- Date de sortie : 29 juin 2006 (Argentine)

## Doublage
- Norma Aleandro : la sorcière Jiuma
- Florencia Otero : Malén et la fée Limay
- Alfredo Sánchez
- Julián Weich : le fantôme Benito
- Lionel Campoy : Isidorito